# 棕背雪雀
棕背雪雀（学名：Pyrgilauda blanfordi）为文鸟科雪雀属的鸟类。分布于锡金、克什米尔以及中国的青海、新疆、西藏等地，多栖息于3000-4500m 的高山、草原、半荒漠地带、甚至可达5400m、活动于山谷、牛羊圈及居民点附近以及亦喜居于鼠洞较多的地方。该物种的模式产地在西藏南部边界。

## 亚种
- 棕背雪雀青海亚种（学名：Pyrgilauda blanfordi barbata）。在中国，分布于青海等地。该物种的模式产地在西藏唐古拉山以北。[2]
- 棕背雪雀指名亚种（学名：Pyrgilauda blanfordi blanfordi）。分布于克什米尔、锡金以及中国的青海、新疆、四川、西藏等地。该物种的模式产地在西藏南部边界。[3]
- 棕背雪雀柴达木亚种（学名：Pyrgilauda blanfordi ventorum）。在中国，分布于青海、西抵新疆等地。该物种的模式产地在青海祁漫山和柴达木盆地间。[4]